# 第11期棋聖戦 (囲碁)
第11期棋聖戦（だい11き きせいせん）は、1986年（昭和61年）に開始され、第10期に棋聖位を獲得した小林光一と、挑戦者武宮正樹本因坊による挑戦手合七番勝負が1987年1月から行われ、小林が4勝1敗で棋聖位を防衛した。小林と武宮のタイトル戦は1986年の十段戦に続いて2度目となったが、いずれも小林が防衛の結果となった。

## 方式
- 参加棋士は、日本棋院・関西棋院の棋士。
- 仕組み
  - 各段優勝戦:初段から九段までの各段で、それぞれトーナメントで優勝を争う。
  - 最高棋士決定戦:初段から六段までの各段優勝者と七段戦・八段戦上位2名、九段戦ベスト4、および名人、本因坊、王座のタイトル保持者によるパラマス式トーナメントで、前期棋聖への挑戦者を決める。決勝戦は三番勝負。（9期まで行われていた全段争覇戦と統合）
- コミは5目半。
- 持時間は、四段までは各5時間、五段以上・最高棋士決定戦は各6時間、残り5分から1分の秒読み。挑戦手合七番勝負は各9時間、残り10分から1分の秒読み。
- 優勝賞金 2600万円

## 結果

### 各段優勝戦・最高棋士決定戦
各段戦の初段戦では、関西棋院の元アマ強豪島田義邦が岡田伸一郎を破ってプロ転向後初優勝。二段戦は星野正樹が石田篤司を破って優勝。三段戦は中小野田智己が関西総本部の円田陽一を破って優勝。四段戦は第9期の三段戦に続いて村松竜一が浜中隆光を破って優勝。五段戦は石倉昇、六段戦は王銘琬が、それぞれ各段戦3度目の優勝。七段戦は宮沢吾朗が2年連続優勝、今村俊也が準優勝。八段戦は王立誠が優勝、上村陽生が前期に続いて準優勝。九段戦は羽根泰正が連続優勝し、大竹英雄、石榑郁郎と高木祥一が最高棋士決定戦に進んだ。
パラマス戦では石倉昇が3連勝して最高棋士決定戦に進み、上村陽生にも勝ってベスト4進出。決勝は武宮正樹本因坊と大竹英雄九段の三番勝負となり、武宮が2勝1敗で挑戦者となった。
| 初段戦優勝 島田義邦               | 島田                              | 中小野田                          | 中小野田                          | 石倉                              | 石倉                              | 石倉                              | 石倉 | 大竹 | 武宮 2-1 |
| 二段戦優勝 星野正樹               | 島田                              | 中小野田                          | 中小野田                          | 石倉                              | 石倉                              | 石倉                              | 石倉 | 大竹 | 武宮 2-1 |
| 三段戦優勝 中小野田智己           |                                   | 中小野田                          | 中小野田                          | 石倉                              | 石倉                              | 石倉                              | 石倉 | 大竹 | 武宮 2-1 |
| 四段戦優勝 村松竜一               |                                   |                                   | 中小野田                          | 石倉                              | 石倉                              | 石倉                              | 石倉 | 大竹 | 武宮 2-1 |
| 五段戦優勝 石倉昇                 |                                   |                                   |                                   | 石倉                              | 石倉                              | 石倉                              | 石倉 | 大竹 | 武宮 2-1 |
| 六段戦優勝 王銘琬                 |                                   |                                   |                                   |                                   | 石倉                              | 石倉                              | 石倉 | 大竹 | 武宮 2-1 |
| 七段戦準優勝 今村俊也             |                                   |                                   |                                   |                                   |                                   | 石倉                              | 石倉 | 大竹 | 武宮 2-1 |
| 八段戦準優勝 上村陽生             |                                   |                                   |                                   |                                   |                                   |                                   | 石倉 | 大竹 | 武宮 2-1 |
| 名人（前期三番勝負出場） 加藤正夫 | 名人（前期三番勝負出場） 加藤正夫 | 名人（前期三番勝負出場） 加藤正夫 | 名人（前期三番勝負出場） 加藤正夫 | 名人（前期三番勝負出場） 加藤正夫 | 名人（前期三番勝負出場） 加藤正夫 | 名人（前期三番勝負出場） 加藤正夫 | 大竹 | 大竹 | 武宮 2-1 |
| 九段戦準優勝 大竹英雄             | 九段戦準優勝 大竹英雄             | 九段戦準優勝 大竹英雄             | 九段戦準優勝 大竹英雄             | 九段戦準優勝 大竹英雄             | 九段戦準優勝 大竹英雄             | 大竹                              | 大竹 | 大竹 | 武宮 2-1 |
| 八段戦優勝 王立誠                 |                                   |                                   |                                   |                                   |                                   | 大竹                              | 大竹 | 大竹 | 武宮 2-1 |
| 碁聖（前棋聖） 趙治勲             | 碁聖（前棋聖） 趙治勲             | 碁聖（前棋聖） 趙治勲             | 碁聖（前棋聖） 趙治勲             | 碁聖（前棋聖） 趙治勲             | 碁聖（前棋聖） 趙治勲             | 碁聖（前棋聖） 趙治勲             | 趙   | 武宮 | 武宮 2-1 |
| 九段戦3位 石榑郁郎                | 九段戦3位 石榑郁郎                | 九段戦3位 石榑郁郎                | 九段戦3位 石榑郁郎                | 九段戦3位 石榑郁郎                | 九段戦3位 石榑郁郎                | 宮沢                              | 趙   | 武宮 | 武宮 2-1 |
| 七段戦優勝 宮沢吾朗               |                                   |                                   |                                   |                                   |                                   | 宮沢                              | 趙   | 武宮 | 武宮 2-1 |
| 本因坊 武宮正樹                   | 本因坊 武宮正樹                   | 本因坊 武宮正樹                   | 本因坊 武宮正樹                   | 本因坊 武宮正樹                   | 本因坊 武宮正樹                   | 本因坊 武宮正樹                   | 武宮 | 武宮 | 武宮 2-1 |
| 九段戦3位 高木祥一                | 九段戦3位 高木祥一                | 九段戦3位 高木祥一                | 九段戦3位 高木祥一                | 九段戦3位 高木祥一                | 九段戦3位 高木祥一                | 高木                              | 武宮 | 武宮 | 武宮 2-1 |
| 九段戦優勝 羽根泰正               |                                   |                                   |                                   |                                   |                                   | 高木                              | 武宮 | 武宮 | 武宮 2-1 |

### 挑戦手合七番勝負
武宮正樹本因坊が小林光一棋聖に挑戦する七番勝負は、1987年1月に開始された。小林は前年の名人戦では加藤正夫に0-4で名人を奪われたが、続く天元戦では「西の宇宙流」と呼ばれる苑田勇一の挑戦を3-1で退けて防衛を果たしており、名人戦のショックから立ち直り、「東の宇宙流」武宮を迎えることになった。趙治勲、小林光一とともに三強の一人と言われていた武宮は、前年の十段戦では小林に挑戦して0-3で敗れたが、その後の本因坊戦では山城宏から防衛し、また「小林さんには昨年の十段戦の借りがあるので今度はバランスがとれるでしょう」と語るなど、小林へのライバル心の強い発言をしながらも雪辱を期していた。
七番勝負第1局は1月13-14日にロサンゼルスで行われた。タイトル戦の海外対局は、第9期棋聖戦のソウル対局以来2度目で、対局場はホテルニューオータニ、立会人の加藤正夫、解説の林海峰、日本棋院の色部義明理事長、関西棋院の橋本宇太郎理事長などが同行し、棋戦戦観戦ツアーには48人が参加した。
前夜祭で橋本宇太郎は挨拶にて「昭和二十年、広島で対局中、私は原爆の洗礼を受けました。これはアメリカの大悪手であります。碁も大切だが、何よりも大切なのは平和であります。」と語った。また翌日に現地のテレビ局の取材で「碁とはどんなゲームですか」との問いに橋本は「神が人類の平和のために授けてくれたゲームです」と述べた。
握って武宮先番となるが、布石は武宮得意の三連星でなく星と小目の組み合わせ、しかし白が右上隅に先行する間に黒は右下隅の白を封鎖して下辺から中央への大模様へと進む。右辺の白に圧力をかける黒41手目が疑問手、続いて黒67手目が失着、白は鮮やかにサバいて優勢となった。黒は上辺103に打ち込む勝負手を放ち、利益を得るが、白は下辺114から侵入をはかり、この白の生死が勝負になった。白は攻め合い勝ちの手順を逃してコウとなり、左下の黒と、右下の白の振り替わりとなって、243手完、白4目半勝となった。
第2局は1月28-29日に洞爺湖温泉の洞爺パークホテル・サンパレスで行われた。先番小林の小林流布石に対し、白は右下隅で早生きを図る手を選択。上辺の白模様に黒が消しに向かい、お互いに荒らし合いの布石。右上で黒が白石を分断しに行ったのが機敏で、白の一団が不安定化したことで黒模様が纏まりやすくなった。その後白が下辺の黒模様を荒らしに行ったが黒が厚くなって得にならず、中央黒地が大きくまとまり、盤面で15目以上の差となって、165手まで黒中押勝。武宮らしい宇宙流が見られず、小林2連勝とった。
第3局は2月4-5日に広島市の広島全日空ホテルで行われた。武宮は今シリーズ初の三連星で、黒は下辺を大きく地にして、左上、左下の白地を荒らした。右上隅の白の死活と、中央の白模様の消しの具合が焦点となったが、白が右上を生き、中央が攻め合いとなり、黒はコウにする手段を逃して、156手完、白中押勝となった。中央をコウにすれば黒が1目半ほど勝っていたと見られる。
武宮のカド番となった第4局は2月18-19日に佐賀市のホテル龍登園で行われた。黒の小林流布石に、白は右下隅に二間高ガカリする進行。右上隅の三々に入った白石のコウが焦点だったが、白がコウを取るタイミングを誤って、黒が右辺を荒らしながら生きることになって微細ながら黒が有利となった。続いて右辺白の渡りをめぐるコウ争いとなり、コウに強い白が得をして差が開いた。266手完、白3目半勝、武宮が1勝を返した。
第5局は2月25-26日に長野市のホテル長野犀北館で行われた。黒の武宮の二連星から始まり、右辺から下辺にかけてが黒の模様となったが、中央を広げた55手目が十分でなく、白56で55の右上に肩ツキで消されて白有利となった。黒55では一路上に打つのが良かった。白は堅実に打ち進めて、235手完、白3目半勝。小林は4勝1敗で棋聖位初防衛を果たした。シリーズを通じて、小林が武宮らしさを封じて強さを発揮したと言われ、武宮は第5局後のインタビューで「自分のアホさがよくわかった。あんな碁をのさばらしておくにはいかないと思ったのですが、負けたのだから自分が悪い。人間を磨いて出直します」と語った。
 （△は先番）

## 対局譜

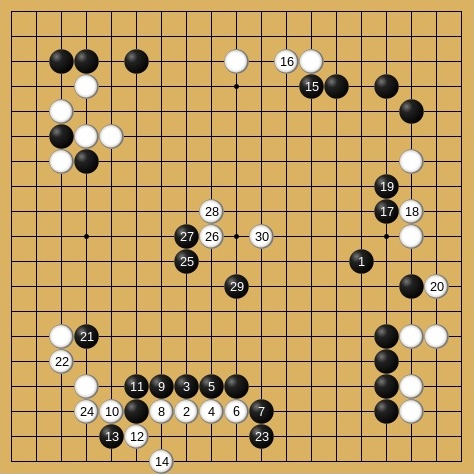
第5局 31-60手

初防衛 第11期棋聖戦挑戦手合七番勝負第5局 1987年2月25-26日 小林光一棋聖-武宮正樹本因坊(先番)
小林が3勝1敗で迎えた第5局、黒の武宮は二連星から下辺に展開する布石で始まり、左上隅では黒が三々入りして地を稼ぐが、白も右辺への打ち込みから右下隅に三々入りし、黒1(31手目)と右上白に圧力をかけた。ここで下辺白2の打ち込みから14までの分かれは珍しいが、前年の天元戦での小林光一-苑田勇一戦と同じ形。黒21が鋭いツケで、白22、黒23、白24と交換して黒がうまくやった。しかし黒25が敗着で、白26から30まで中央を消されて黒に勝ち目がない。25では一路上に打てば中央の囲いが大きく、黒が有望だった。この後白は堅実に打ち進めて、235手完、白3目半勝し、4勝1敗で棋聖位初防衛を果たした。武宮は得意とするはずの中央の打ち方で間違え、不調とも見られた。

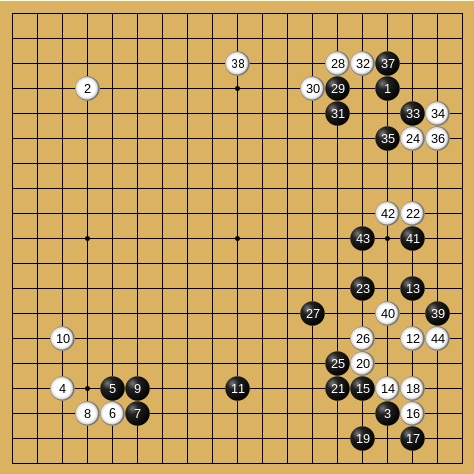
第1局　1-44手

小林先勝 第11期棋聖戦挑戦手合七番勝負第1局 1987年1月13-14日 小林光一棋聖-武宮正樹本因坊(先番)
武宮の布石は得意の二連星、三連星が予想されたが、握って先番となった武宮は黒3で小目に打つ。右下の白12の大ゲイマガカリには黒13とハサみ、白は16にツケると黒16から大模様にされるのを嫌って、白16からの定石を選ぶ。しかし白22に対して、黒23から27までと黒の大模様ができる。続いて右辺の折衝で、黒43とカドに打った手が疑問。白から41の右、黒押さえ、41の左に1目アテが利くところなので、実戦は黒から封鎖にこられたところで右辺白を巧妙にさばいて、先手を取って上辺に先着することになり、黒は1手近い損をしたこととなって、白優勢となった。43では一路下に打つのがよく、それで黒は先手が取れた。また43では40の上にツグ手も有力で、右辺白には上から塗りつける手を局後に武宮は示した。この後白は堅実に打ち進めたが、下辺黒の模様を消しに行って、左下の黒と攻め合いとなった。白は攻め合い勝ちの手順を逃してコウになったが、結局右下の白との振り替わりとなって形勢は動かず、243手完、白4目半勝となった。

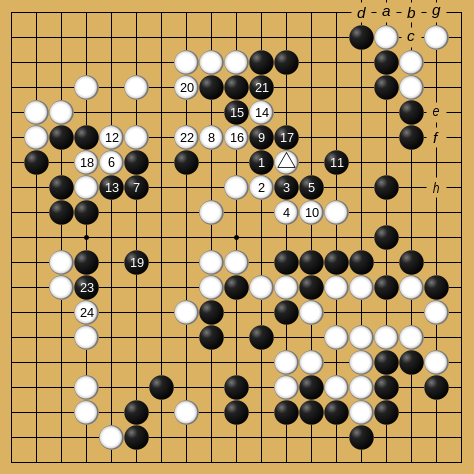
第4局　97-120手

カド番をしのぐ 第11期棋聖戦挑戦手合七番勝負第4局 1987年2月18-19日 小林光一棋聖(先番)-武宮正樹本因坊
第3局まで小林が3連勝して武宮カド番で迎えた第4局。前夜祭で武宮は「そろそろ感情だけではいけないから、本来の私の碁をお見せできると思います」と決意を述べた。序盤は第2局に続いて黒の小林の小林流でで始まる。白は右下への二間高ガカリからの厚みを生かして、右上方面の黒模様の消しをうかがう。さらに白は右上隅で三々入りし、黒a、白bからのコウを意識して双方打ち進めるが、黒は中央に消しにきた白と右下の白への攻めによって中央が厚くなりやや優勢となる。白△（96手目）とさらに消しにきた時に、黒1から切断して△を取りに行ったのが予定の手だったが、このタイミングで中央の利きを見て白6とハネ出したのがうまい手順で、白18まで黒の二目取りが残り、左辺黒の眼がはっきりしないために右上のコウも強くなり、白が盛り返した。白24の後、黒a、白b、黒cのコウを挑むが、白がコウを取り返して黒dとなった後、白eに、黒cとコウを取ったのが軽率で、続いて、白f、黒g、白h以下、右辺の黒地を荒らされながら生きられてしまった。これで形勢は微細となり、黒はその後にも損を重ね、266手完、白3目半勝。武宮が1勝を返した。

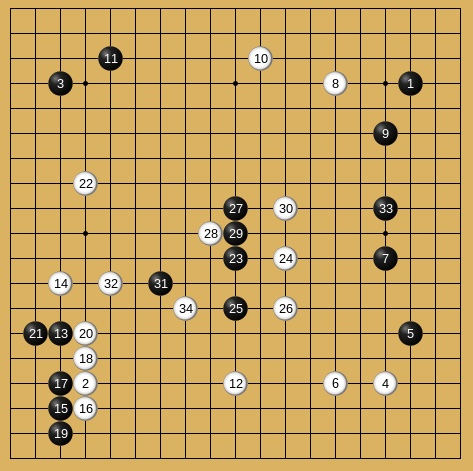
武宮-大竹 1-34手

武宮が挑戦者 第11期棋聖戦挑戦者決定戦三番勝負第3局 1986年12月11日 武宮正樹本因坊-大竹英雄九段(先番)
挑戦者決定戦の三番勝負は、武宮と大竹英雄で争われた。第1局は大竹、第2局は武宮が勝利。第3局は黒の大竹が隅を確保し、白の武宮が2連星で大模様に向かう展開となったが、黒23と中央の手止まりに回るまで、大竹の予想通りであり、黒の理想的な布石だという。しかし黒33がぬるく、右下のケイマスベリを打つべきだった。
白は34以下で中央から下辺の形を決めて、右下の守りに回り、地合いでも負けない形となった。188手完白中押勝で、武宮が2勝1敗で挑戦権を獲得した。

## 注
1. 1 2  大竹英雄「棋聖戦、小林・武宮の展開予想」（『棋道』1987年2月号）
2. 1 2  『棋道』1987年2月号
3. ↑  『棋道』1987年4月号